# ایوان استون
ایوان استون در ۱۸ ژوئیه ۱۹۶۴ در دالاس تگزاس به دنیا آمد. وی یک بازیگر فیلم پورن در آمریکا است. ایوان استون در سال ۲۰۰۲ با جسیکا دریک ازدواج کرد و در سال ۲۰۰۴ از هم جدا شدند.
ایوان استون در بیش از ۱۲۷۵فیلم پورن بازی کرده‌است. همچنین در فصل اول سریال The Lair در نقش «جیمی» ایفای نقش کرد.

## ۲۰۰۹
- Flight Attendants  در نقش جان مدِن
- Teachers
- The 8th Day در نقش آدام
- This Ain't Star Trek XXXدر نقش کاپیتان تی. کریک
- Kayden's Frisky Business
- The Lifestyle
- Playgirl: Anytime, Anywhere
- Uncontrollable
- Stoya: Workaholic
- The AJ Bailey Experiment
- WKRP in Cincinnati: A XXX Parody
- Tight
- Seinfeld: A XXX Parody.... The Porn Nazi
- Throat: A Cautionary Tale
- Kayden and Rocco Make a Porno
- Friends: A XXX Parodyدر نقش سولامون
- This Ain't Gilligan's Island XXXدر نقش ریکی
- Diary of a Horny Housewife
- Forbidden
- Stroke It
- Big Screw Review The Pinch
- Cheers: A XXX Parody
- The Sex Files: A Dark XXX Parody
- Riley Steele: Honey
- Play with Me
- Housewives of Amber Lane 2
- Young Girls Next Door
- Pussy a Go Go!
- Confessions of a Cam Girl
- Riley Steele: Scream
- Operation: Tropical Stormy
- Playgirl: Impure Hunger
- Fresh Outta High School 20
- Bree's Anal Invasion
- Dreams of Sunrise
- Not Monday Night Football XXX

## جوایز
- ۲۰۰۱ جایزه ای‌وی‌ان – بهترین بازیگر برای فیلم – Adrenaline
- ۲۰۰۴ جایزه ای‌وی‌ان – بهترین بازیگر برای فیلم – Space Nuts
- ۲۰۰۶ جایزه ای‌وی‌ان – بهترین بازیگر برای فیلم – دزدان دریایی
- ۲۰۰۷ جایزه ای‌وی‌ان – بهترین بازیگر برای فیلم – Sex Pix
- ۲۰۰۸ جایزه ای‌وی‌ان – بهترین بازیگر مرد سال
- ۲۰۰۸ جایزه ای‌وی‌ان – بهترین سکس گروهی برای فیلم – Debbie Does Dallas... Again
- ۲۰۰۸ جایزه هوادارن سرگرمی‌های بزرگسالان – ستاره ماندگار مرد
- 2008 Night Moves Adult Entertainment Award – بهترین بازیگر مرد و تدوینگر
- ۲۰۰۸ جایزه ایکس‌آرسی‌او – بهترین بازیگر مرد سال
- 2009 AVN Award – برای فیلم بهترین بازیگر – دزدان دریایی۲
- 2009 F.A.M.E. Award – ستاره ماندگار مرد
- 2009 XRCO Award – Single Performance, Actor
- ۲۰۰۹ هات دور – بهترین بازیگر آمریکایی